# Achatocarpus hasslerianus
Achatocarpus hasslerianus är en tvåhjärtbladig växtart som beskrevs av Anton Heimerl. Achatocarpus hasslerianus ingår i släktet Achatocarpus och familjen Achatocarpaceae. Inga underarter finns listade i Catalogue of Life.